# Ioan Alexandru al Bulgariei
Ioan Alexandru (în bulgărește: Иван Александър, transliterat Ivan Aleksandǎr; /i.ˈvan a.lɛk.ˈsan.dɤr/; ortografia inițială: ІѠАНЪ АЛЄѮАНдРЪ), cunoscut și ca Ivan Alexandru (n.  ? – d. 17 februarie 1371, Veliko Tărnovo, Țaratul Vlaho-Bulgar), a domnit ca Împărat (Țar) al Bulgariei între 1331 și 1371, în timpul celui de-al doilea Imperiu Bulgar. Lunga domnie a lui Ioan Alexandru este considerată o perioadă de tranziție în istoria medievală bulgară. Ioan Alexandru și-a început domnia confruntându-se cu probleme interne, dar și cu amenințări externe venite din partea vecinilor Bulgariei, Imperiul Bizantin și Serbia, dar și-a condus imperiul spre o perioadă de revenire economică și de renaștere culturală și religioasă.
Totuși, împăratul nu a putut mai târziu să reziste incursiunilor succesive ale otomanilor, invaziilor maghiare dinspre nord-vest și Morții Negre. Într-o tentativă sortită eșecului de a lupta cu aceste probleme, și-a împărțit țara între cei doi fii ai săi, astfel obligând-o să facă față slăbită și fărâmițată iminentei cuceriri otomane.

## Începutul domniei
Ioan Alexandru era fiul despotului Srațimir de Krǎn și al Petriței, sora lui Mihail Asan al III-lea al Bulgariei. Astfel, Ioan Alexandru era nepotul lui Mihail Asan al III-lea. Pe linie paternă, Ioan Alexandru se trăgea din dinastia Asăneștilor. Până în 1330 Ioan Alexandru era el însuși despot și guverna orașul Loveci. Împreună cu tatăl său și cu socrul său Basarab I al Țării Românești, Ioan Alexandru a luptat în Bătălia de la Velbužd împotriva sârbilor pe locul orașului Kiustendil din ziua de azi în 1330, bătălie din care Bulgaria a ieșit învinsă. Înfrângerea, combinată cu înrăutățirea relațiilor cu Imperiul Bizantin, a grăbit o criză internă, exacerbată de o invazie bizantină. O lovitură de stat l-a gonit pe Ioan Ștefan din capitala Tǎrnovo în 1331, iar conspiratorii l-au adus pe tron pe Ioan Alexandru.

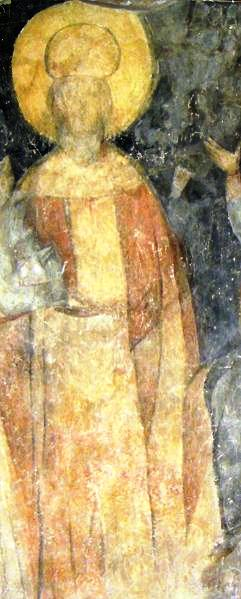
Potret mural contemporan al lui Ioan Alexandru de la Bisericile în piatră de la Ivanovo

Noul țar a început prin a-și consolida poziția recâștigând teritoriile pierdute recent în favoarea Imperiului Bizantin. În 1331, Ioan Alexandru a pornit o campanie împotriva orașului Adrianopol și a recucerit  Tracia de nord-est. Între timp, Ștefan Uroș IV Dușan al Serbiei și-a detronat tatăl Ștefan Uroș al III-lea Dečanski și a devenit rege al Serbiei în 1331. Aceasta a ajutat la normalizarea relațiilor anterior tensionate dintre cele două țări. Ioan Alexandru și Stefan Uroš IV Dušan au realizat o alianță, consfințită prin căsătoria regelui sârb cu Elena a Bulgariei, soră a lui Ioan Alexandru, în ziua de Paști din anul 1332.
Aproximativ în același timp, Belaur, un frate al lui Mihail Asan al III-lea, a pornit o rebeliune în Vidin, probabil pentru a susține pretențiile la tron ale nepotului său detronat, Ioan Ștefan. Avansul împăratului bizantin Andronic al III-lea Paleologul în Bulgaria în vara lui 1332 a prelungit operațiunile militare împotriva rebelilor. Bizantinii au avansat în nord-estul Traciei, dar Ioan Alexandru a venit repede spre sud cu o mică armată care s-a întâlnit cu Andronic al III-lea la Rusokastro.
| “ | Nici unul din primii noștri țari nu ni se pare a semăna cu acest mare țar Ioan Alexandru, în puterea sa militară el ne pare ca un al doilea Alexandru cel Mare din vechime, în credință și pioșenie este un al doilea Sfânt Constantin; astfel el i-a prins pe toți dușmanii săi, i-a pus sub genunchii săi și a făcut pace în Lume. "Odă lui Ioan Alexandru" de un contemporan anonim al țarului | ” |

După ce a dat impresia că dorește să negocieze, Ioan Alexandru, susținut de cavalerie mongolă, a copleșit armata bizantină, mai mică dar mai bine organizată în Bătălia de la Rusokastro. Orașele disputate s-au predat lui Ioan Alexandru, în timp de Andronic al III-lea s-a ascuns între zidurile cetății Rusokastro. Războiul s-a terminat când Ioan Alexandru s-a întâlnit cu Andronic și au căzut la pace pe baza status quo. Pentru a pecetlui alianța, Ioan și-a logodit fiul mai mare, Mihail Asan al IV-lea, cu fiica lui Andronic, Maria (Eirene), căsătoria având loc în 1339. Împăratul bulgar a putut acum să-și îndrepte atenția către Belaur, dar abia în 1336 sau 1337 a fost stinsă rebeliunea din nord-vest.
În preajma anului 1332 Ioan Alexandru și-a încoronat fiul cel mai mare Mihail Asan al IV-lea ca împărat asociat, poate pentru a asigura rămânerea tronului în familie. El și-a urmat tradiția de asociere la domnie cu încoronarea fiilor mai mici Ioan Srațimir și Ioan Asan al IV-lea în 1337. Este posibil ca Ioan Alexandru să fi intenționat să creeze doi împărați asociați pentru a-l ajuta să controleze pe moment cele mai importante regiuni și orașe, deoarece în cele din urmă Ioan Srațimir s-a mutat în Vidin, iar Ioan Asan al IV-lea posibil în Preslav. Totuși, aceasta a fost o distanțare clară de tradiția bizantină, în care fiii mai tineri ai suveranului erau făcuți despoți, fie că erau sau nu însărcinați cu administrarea unui teritoriu.

## Relațiile cu Imperiul Bizantin

Teritoriile bulgăreşti în timpul domniei lui Ioan Alexandru

La începutul anilor 1340 relațiile cu Imperiul Bizantin s-au deteriorat temporar. Ioan Alexandru a cerut extrădarea vărului său Șișman, unul din fiii lui Mihail Asan al III-lea, amenințând guvernul bizantin cu războiul. Demonstrația de forță a lui Ioan Alexandru a avut însă efecte nedorite, întrucât bizantinii i-au înțeles intențiile și au trimis pe aliatul lor, emirul turc al Izmirului, Umur Beg. Debarcând în Delta Dunării, turcii lui Umur Beg au jefuit regiunile rurale și au atacat orașele bulgărești din apropiere. Forțat să își limiteze revendicările, Ioan Alexandru a invadat din nou Imperiul Bizantin la sfârșitul anului 1341, susținând că a fost chemat de locuitorii Adrianopolului. Totuși, trupele lui Ioan Alexandru au fost de două ori învinse de aliații turci ai bizantinilor lângă oraș.
În 1341–1347 Imperiul Bizantin a căzut într-un război civil prelungit între regența tânărului împărat Ioan V Paleologul și cel care dorea să-i fie acestuia tutore, Ioan VI Cantacuzino. Vecinii bizantinilor au profitat de războiul civil și, în timp ce Ștefan Uroș al IV-lea Dușan al Serbiei a luat partea lui Ioan VI Cantacuzino, Ioan Alexandru l-a susținut pe Ioan V Paleologul și regența sa. Deși cei doi monarhi balcanici au ales tabere opuse în conflictul bizantin, ei și-au păstrat alianța între ei. Ca preț pentru susținerea lui Ioan Alexandru, regența lui Ioan V Paleologul i-a cedat acestuia orașul Philipopolis (Plovdiv) și nouă alte fortărețe importante din Munții Rodopi în 1344. Acest deznodământ pașnic a constituit ultimul mare succes al politicii externe a lui Ioan Alexandru.

## Serbia și Imperiul Otoman

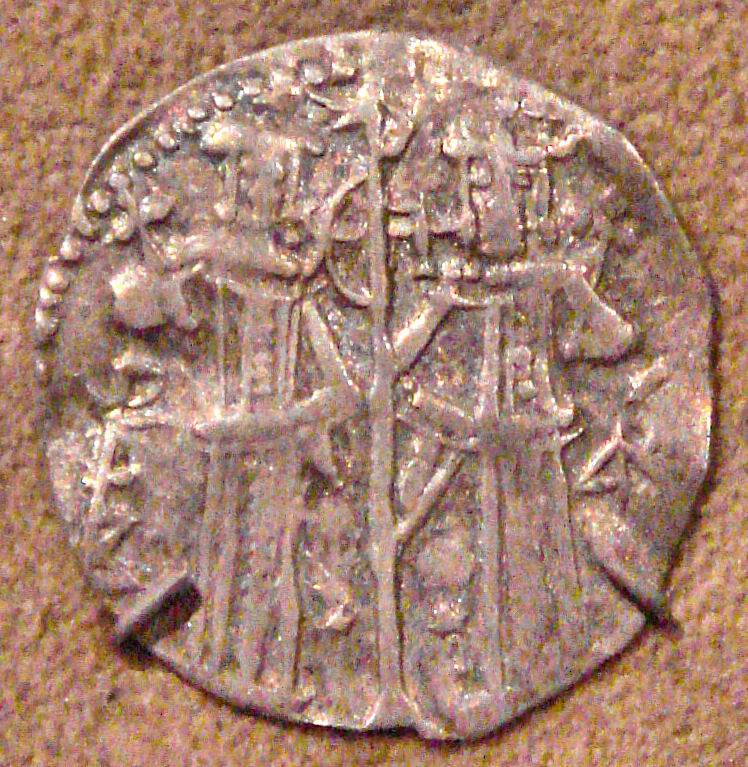
Monedă de argint a lui Ioan Alexandru, Bulgaria, 1331–1371

În aceeași perioadă, regele sârb a profitat de războiul civil bizantin pentru a lua în posesie ceea ce astăzi constituie Macedonia, mare parte din Albania și nordul Greciei. În 1345 el a început să se autointituleze "Împărat al sârbilor și grecilor", iar în 1346 a fost încoronat sub acest titlu de patriarhul nou-înființatei Patriarhii a Serbiei. Aceste acțiuni, pe care bizantinii le-au primit cu indignare, par să fi fost susținute de Bulgaria, întrucât Simeon, patriarhul Bulgariei participase și la crearea  Patriarhiei Serbiei și la încoronarea împăratului sârb Ștefan Uroș al IV-lea Dušan.
Până spre sfârșitul deceniului 1340, din succesele inițiale ale lui Ioan Alexandru n-a mai rămas aproape nimic. Aliații turci ai lui Ioan al VI-lea Cantacuzino au jefuit părți din Tracia bulgărească în 1346, 1347, 1349, 1352 și 1354, la care s-au adăugat ravagiile făcute de Moartea Neagră. Tentativele bulgarilor de a izgoni invadatorii s-au soldat de fiecare dată cu eșecuri, iar al treilea fiu și împărat asociat al lui Ioan Alexandru, Ioan Asan al IV-lea, a murit în luptă împotriva turcilor în 1349, ca și fratele său mai mare Mihail Asan al IV-lea în 1355 sau puțin mai devreme.
Până în 1351 războiul civil bizantin se terminase, iar Ioan al VI-lea Cantacuzino realizase pericolul pe care îl constituiau otomanii în Peninsula Balcanică. A făcut apel monarhilor Bulgariei și Serbiei să își unească eforturile împotriva turcilor și i-a cerut lui Ioan Alexandru bani pentru a construi corăbii de război, dar apelurile sale au rămas neascultate întrucât vecinii săi nu aveau încredere în el. O nouă tentativă de cooperare între Bulgaria și Imperiul Bizantin a urmat în 1355, după ce Ioan al VI-lea Cantacuzino a fost forțat să abdice și Ioan al V-lea Paleologul a fost încoronat împărat suprem. Pentru a pecetlui tratatul, fiica lui Ioan Alexandru Maria Kerața a fost căsătorită cu viitorul împărat bizantin Andronic IV Paleologul, dar alianța nu a produs rezultate concrete.

## Probleme de stabilitate și conflicte externe

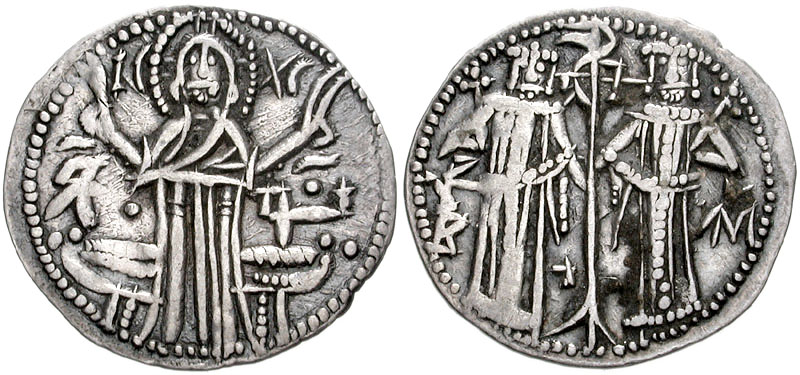
Monedă în care apare Ioan Alexandru cu unul dintre fiii săi, împăratul asociat Mihail Asen al IV-lea (dreapta)

Pe plan intern, Ioan Alexandru și-a compromis stabilitatea internă a țării prin divorțul de prima sa soție Teodora a Țării Românești (în preajma anului 1349) urmat de căsătoria cu o evreică convertită, pe care o chema tot Teodora. Noua căsătorie a produs noi fii, pe care Ioan Alexandru i-a încoronat mai târziu împărați asociați, pe Ioan Șișman în 1356 și pe Ioan Asan al V-lea înainte de  1359. Ultimul fiu care a supraviețuit din prima sa căsătorie, împăratul asociat Ioan Srațimir, a devenit independent în preajma anului 1356; iar controlul lui Ioan Alexandru asupra altor vasali puternici, cum ar fi voievodul Țării Românești și Dobrogei, care își urmau propriile politici externe, a slăbit și mai mult.
De la jumătatea secolului al XIV-lea, Bulgaria a căzut pradă aspirațiilor regelui Angevin Ludovic I al Ungariei, care a anexat Moldova în 1352 și a înființat un principat vasal acolo (vezi Dragoș al Moldovei), și apoi a cucerit Vidinul în 1365, și i-a luat prizonieri pe Ioan Srațimir și familia lui.

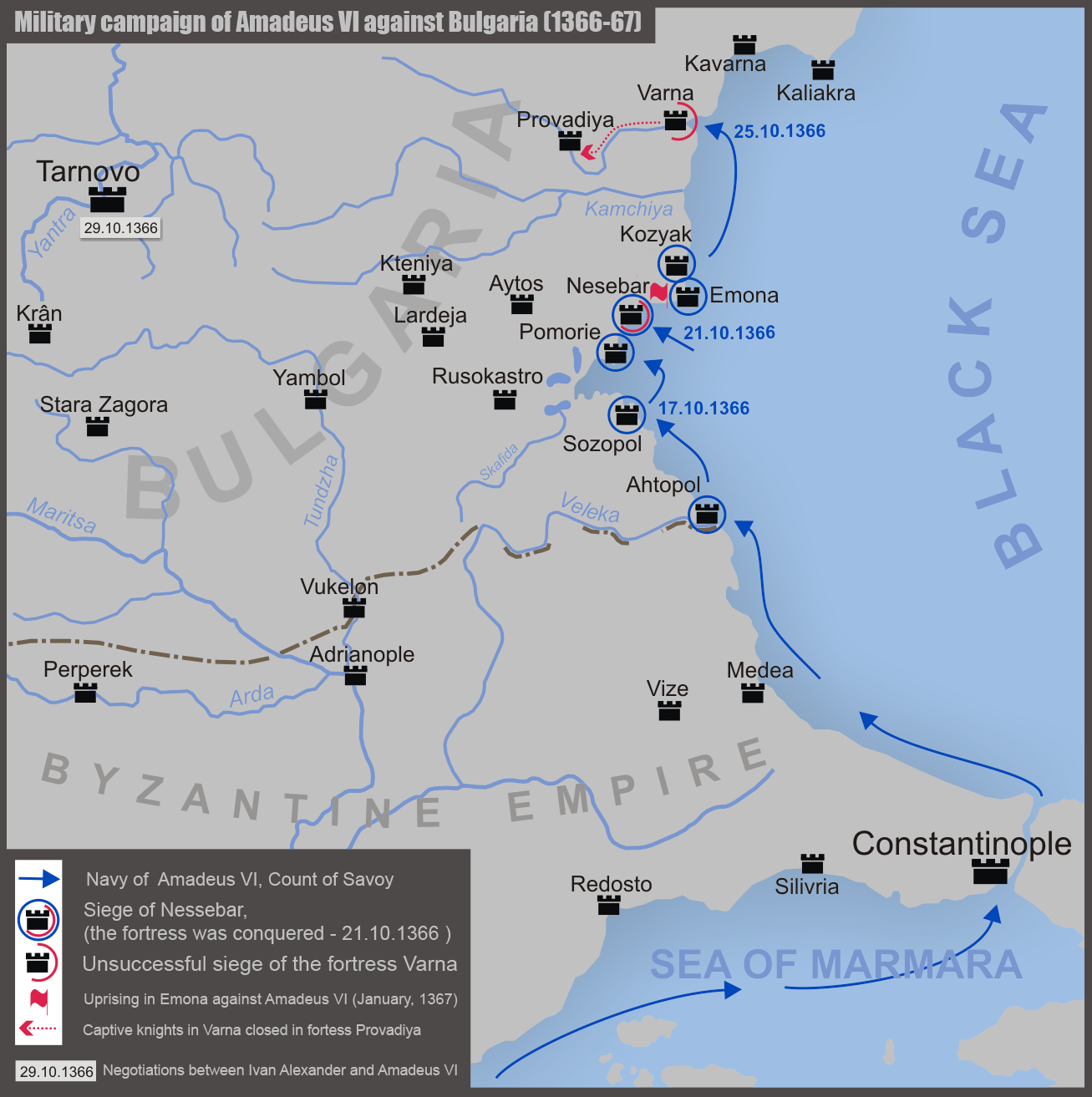
Campania militară a lui Amadeus al VI-lea împotriva Bulgariei (1366–67)

Între timp, bulgarii și bizantinii s-au mai luptat odată în 1364. În 1366, când împăratul Ioan V Paleologul se întorcea dintr-i călătorie în vest, bulgarii au refuzat să-l lase să treacă prin Bulgaria. Această atitudine a avut efecte nefaste, întrucât un alt aliat bizantin, contele Amadeus al VI-lea de Savoia, a răspuns prin a captura mai multe porturi maritime bulgărești, inclusiv Ankhialos (Pomorie) și Mesembria (Nesebǎr), deși nu a reușit să cucerească Varna. Depășit, Ioan Alexandru a fost obligat să facă pace.
Orașele capturate au fost cedate Imperiului Bizantin, iar împăratul Ioan V Paleologul a plătit 180.000 florini lui Ioan Alexandru. Împăratul bulgar a folosit această sumă și a făcut anumite concesii teritoriale pentru a-i convinge pe Dobrotici al Dobrogei și pe Vladislav I Vlaicu să recucerească Vidinul de la Ungaria. Războiul a avut succes, și Ioan Srațimir a fost reînscăunat  în Vidin în 1369, deși regele maghiar l-a forțat să-l recunoască drept suzeran.
Rezolvarea relativ reușită a crizei din nord-vest nu a ajutat la recuperarea pierderilor din sud-est. Mai mult, în preajma lui 1369, turcii otomani sub Murad I au cucerit Adrianopolul și l-au făcut capitală a statului lor în plină expansiune. În același timp, au capturat și orașele bulgărești Philipopolis și Boruj (Stara Zagora). În timp ce principii bulgari și sârbi din Macedonia se pregăteau pentru un atac concertat împotriva turcilor, Ioan Alexandru a murit pe 17 februarie 1371. El a fost urmat la domnie de Ioan Srațimir la Vidin și Ioan Șișman la Tǎrnovo, în timp ce voievodul Dobrogei a devenit independent.

## Cultură și religie

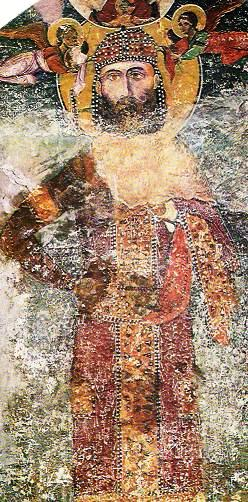
Frescă contemporană a lui Ioan Alexandru la osuarul de la Mănăstirea Bacikovo

În timpul domniei lui Ioan Alexandru, Al Doilea Imperiu Bulgar a intrat într-o perioadă de renaștere culturală, uneori denumită "A doua Epocă de Aur a culturii bulgare", prima fiind domnia lui Simeon cel Mare. Un număr mare de mănăstiri și biserici bulgărești au fost construite sau renovate din ordinul lui Ioan Alexandru. Potrete murale ale sale ca ctitor pot fi văzute la osuarul de la Mănăstirea Bacikovo și la Bisericile în piatră de la Ivanovo. Acte de ctitorie ale lui Ioan Alexandru demonstrează că mănăstirile Sfânta Maică a Domnului Eleusa și Sf. Nicolae din Nesebǎr au fost construite în acea perioadă, ca și mănăstirea Sf Nicolae de lângă Pernik, conform unui act de la mănăstirea Hilandar. În plus, țarul a inițiat și construcția mănăstirilor Dragalevți și Kilifarevo.

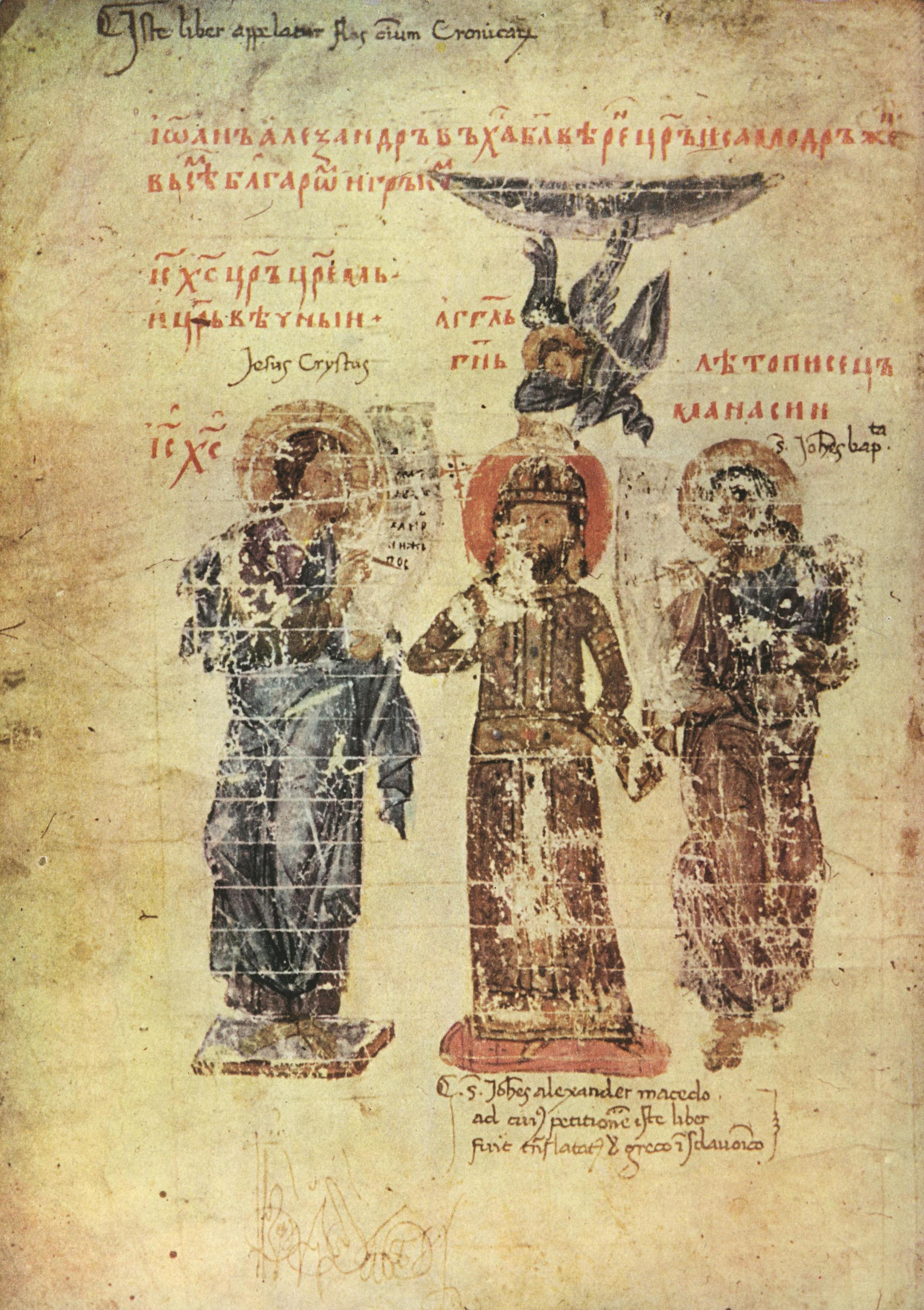
Constantin Manasses (dreapta), Isus Christos (centru) și țarul Ioan Alexandru al Bulgariei (dreapta). Prima miniatură din Cronica lui Constantin Manasses (secolul XII)

Activitatea literară a înflorit în timpul domniei lui Ioan Alexandru. Câteva importante lucrări literare au fost create în această perioadă, cum ar fi traducerea în bulgara mijlocie a Cronicii lui Manasses (1344–1345), păstrată astăzi în Arhivele Secrete ale Vaticanului la Roma, bogat ilustrata Tetraevanghelia lui Ioan Alexandru (1355–1356), acum expusă la British Library, Psaltirea Tomić (1360), astăzi aflată la Moscova, și Psaltirea de la Sofia (1337).
Domnia lui Ioan Alexandru a fost marcată și de eforturi de întărire a poziției Bisericii Ortodoxe Bulgare prin prigonirea ereticilor și evreilor. A organizat două sinoade bisericești anti-eretice, în 1350 și 1359–1360, care au condamnat diferite secte cum ar fi bogumilii și adamiții.
Practica spirituală a isihasmului, o formă de rugăciune cu incantație, a influențat puternic anumite zone ale lumii creștin-ortodoxe a secolului al XIV-lea. Un important reprezentant bulgar al mișcării în timpul domniei lui Ioan Alexandru a fost Teodosius de Târnovo.
În această perioadă, Imperiul Bulgar avea relații comerciale cu puterile maritime mediteraneene Veneția, Genova și Ragusa. În 1353, Ioan Alexandru a emis o chartă prin care permitea negustorilor venețieni să vândă și să cumpere marfă în toată Bulgaria după ce Dogele Andrea Dandolo l-a asigurat că vor respecta tratatele dintre cele două țări.
În epoca modernă, domnia lui Ioan Alexandru l-a inspirat pe scriitorul național bulgar Ivan Vazov să scrie nuvela Ivan Aleksandǎr și drama Kǎm propast (Către prăpastie), în care țarul este personaj principal.
O piesă vestimentară semnată de Ioan Alexandru și întrețesută cu aur a fost descoperită într-un mormânt boieresc de lângă Pirot în anii 1970; astăzi, ea este păstrată la Muzeul Național al Serbiei din Belgrad. Este prima descoperire de acest fel, care demonstrează o tradiție medievală atestată în scris conform căreia monarhii ortodocși le dăruiau celor mai eminenți dregători un vestmânt pe care ei îl purtaseră.

## Familia
Cu prima sa soție Teodora a Țării Românești (maica Teofana), fiică a lui Basarab I al Țării Românești, Ioan Alexandru a avut mai mulți copii, inclusiv Ioan Srațimir, care a domnit ca împărat al Bulgariei la Vidin 1356–1397, împărații asociați Mihail Asan al IV-lea (asociat la domnie c. 1332–1354/5) și Ivan Asan al IV-lea (asociat la domnie 1337–1349), și o fiică pe nume Tamara (Kera Tamara), măritată întâi cu despotul Constantin (Konstantin), și apoi cu sultanul Murad I al Imperiului Otoman.
Cu a doua sa soție Sarah-Teodora, Ioan Alexandru a avut câțiva alți copii, printre care Kerața Maria, care s-a căsătorit cu împăratul bizantin Andronic al IV-lea Paleologul, Ioan Șișman, care l-a urmat ca împărat al Bulgariei la Tǎrnovo 1371–1396, Ioan Asan al V-lea, asociat la domnia Bulgariei în perioada 1359–1388?, precum și două fiice pe nume Desislava și Vasilisa.